# Surveyor 6

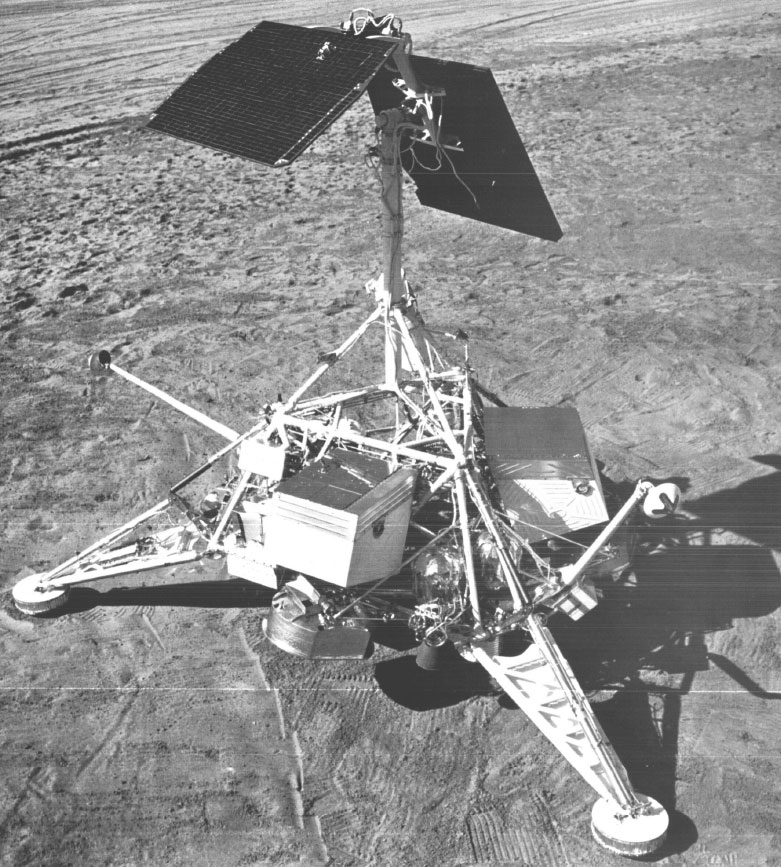
Surveyor

De Surveyor 6 was de vierde succesvolle lander in het Amerikaanse Surveyor-programma. De lancering vond plaats op 7 november 1967 door een Atlas-Centaur raket en de landing op de maan op 10 november 1967. Het ruimtevaartuig woog  280 kg. 

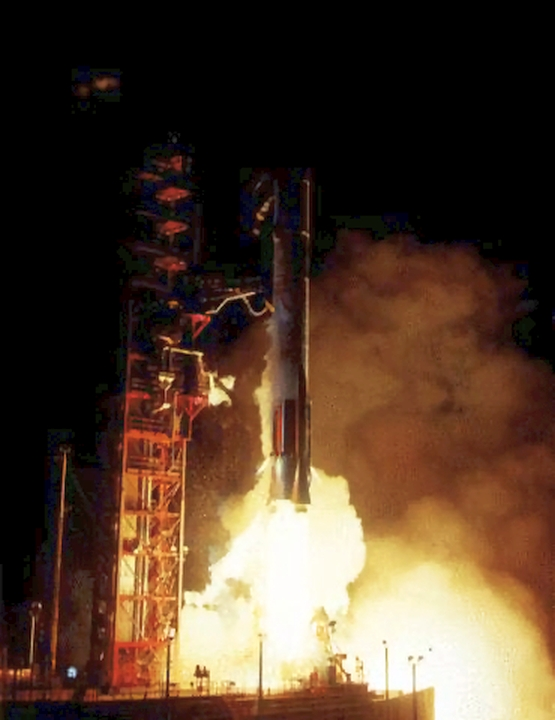
Lancering Surveyor 6

Surveyor 1 · Surveyor 2 · Surveyor 3 · Surveyor 4 · Surveyor 5 · Surveyor 6 · Surveyor 7